# Totalförsvarets skyddscentrum
Het Totalförsvarets skyddscentrum (SkyddC) (defensiecentrum) is een Zweedse militaire eenheid met expertise op het gebied van CBRN-defensie (verdediging tegen chemische, bacteriële, radiologische en nucleaire aanvallen), gebruikt door zowel het leger, de marine als de luchtmacht. De eenheid bestaat al in verschillende vormen sinds 1953. Het Totalförsvarets skyddscentrum is samen met de Västerbottensgruppen (UG 61) gelokaliseerd binnen het Umeå garnizoen (ook bekend als Umestan), dat is de kazerne die voorheen werden gebruikt door het Västerbotten Regiment.

## Geschiedenis
Het centrum vindt zijn oorsprong bij de gastechnici die werkzaam waren in de Zweedse Strijdkrachten in de jaren 1930. In 1953 werd de Arméns skyddskola (legerdefensieschool) gevormd binnen de Infanteriets stridsskola (Infanteriegevechtsschool) (InfSS) in Rosersberg. Toen de InfSS werd verplaatst naar Linköping werd de "Skyddskola" overgebracht naar de Livgardet (Zweedse lijfwacht) (I 1) in Ulriksdal. In 1968 kreeg de school nieuwe taken en de naam werd veranderd in Försvarets skyddsskola. In 1970 verhuisde de school samen met de Zweedse lijfwacht naar Kungsängen. Op 1 juli 1988 werd de school gescheiden van de Zweedse lijfwacht en kreeg nieuwe taken met een focus op totale defensie en met deze organisatorische veranderingen veranderde de school van naam naar Totalförsvarets skyddsskola (SkyddS). In 1992 werd de school verplaatst naar het Umeå Garnison naar aanleiding van een wetsvoorstel 1987/1988:112, door het parlement gestemd. In 2000 kreeg het centrum zijn huidige naam.
Op 27 juli 2009 begon de laatste lichting dienstplichtigen hun opleiding in de Swea kompani in het Totalförsvarets skyddscentrum. Zij zwaaiden af op 17 juni 2010.
Het merendeel van de Zweedse CBRN-deskundigheid wordt nu verzameld in Umeå, waar SkyddC sinds het najaar van 2008 een onderdeel is van het netwerk van het Europees CBRNE-Centrum. De Zweedse regering besloot einde 2010 om de indoorfaciliteiten op SkyddC uit te breiden om de veiligheid van de opleidingen met CBRN-materiaal te verhogen. In totaal werd ongeveer 80 miljoen kronen geïnvesteerd in de faciliteit.